# Австралийское управление связи и СМИ
Австралийское управление связи и СМИ является австралийским правительственным агентством Министерства широкополосной связи и цифровой экономики Австралии. Перед Управлением стоит задача по обеспечению соответствующих законодательства, правил, норм и кодексов для СМИ Австралии, которые эффективно и действенно служили бы общественным интересам.

## Обязанности
- разработка нормативной базы
- рассмотрение отраслевых стандартов и кодексов
- разработки более гибкого лицензирования
- разработка и администрирование баз данных разведки о спаме
- изучение передового опыта по рассмотрению вопросов регулирования и реформы
- разработка и реализация национальной образовательной программы кибербезопасности
- управление доступом к радиочастотным спектрам полос путём лицензирования радиосвязи
- регулирование использования радиочастотного спектра и помощь в сведении к минимуму помех радиосвязи
- регулирование соблюдения соответствующего законодательства, лицензионных условий, сводов практических правил, стандартов, гарантий обслуживания и других гарантий
- представление интересов Австралии на международном уровне
- информирование промышленности и потребителей о регулировании коммуникаций